# Bludov
Bludov är en ort i Tjeckien.   Den ligger i distriktet Okres Šumperk och regionen Olomouc, i den östra delen av landet, 180 km öster om huvudstaden Prag. Bludov ligger 304 meter över havet och antalet invånare är 3 155.
Terrängen runt Bludov är huvudsakligen kuperad, men den allra närmaste omgivningen är platt. Bludov ligger nere i en dal.Runt Bludov är det ganska tätbefolkat, med 134 invånare per kvadratkilometer. Närmaste större samhälle är Šumperk, 4,1 km nordost om Bludov. Trakten runt Bludov består till största delen av jordbruksmark.